# Örjan Fahlström
Örjan Fahlström, född 21 juni 1953 i Sandviken, är en svensk kompositör, arrangör, dirigent och professor vid Kungliga Musikhögskolan i Stockholm där han undervisar i komposition och arrangering med inriktning mot jazz.

## Biografi
Örjan Fahlström började spela trummor och slagverk vid 8 års ålder och började även tidigt att komponera och arrangera musik. I kommunala musikskolan startade han eget storband vid 15 års ålder. Studerade slagverk och teori vid Framnäs folkhögskola (musiklinjen) mellan 1971 och 1976 och sedan komposition vid Kungliga Musikhögskolan i Stockholm (1976–1979). I samband med utbildningen spelade han vibrafon och keyboard i jazz-fusiongruppen Kornet.
I Stockholm etablerade han 1979 ett eget storband F.I.B.B. - Fahlström International Big Band med bland annat Benny Bailey, Tim Hagans, Pelle Mikkelborg, Idrees Sulieman, Nils Landgren, Olle Holmqvist, Ulf Johansson, Erik van Lier, Håkan Lewin, Lennart Åberg, Glenn Meyerscough, Ulf Andersson, Sahib Shihab, Bobo Stenson, Palle Danielsson och Per Lindvall.
Som musiker medverkade Fahlström i många sammanhang bland annat Radiojazzgruppen, studio-, radio- och TV-inspelningar och drev egen inspelningsstudio för filmmusik under 1990-talet.
Som kompositör, arrangör och dirigent har Örjan Fahlström arbetat i en mängd olika sammanhang, i egna projekt och som arrangör/kompositör i studio, radio och TV och film både i Sverige och övriga Europa bland annat med NDR Bigband i Hamburg under 1990-talet i ett flertal produktioner. Sedan 2004 är han professor i jazzkomposition och arrangering vid Kungliga Musikhögskolan i Stockholm. Han var konstnärlig ledare för Norrbotten Big Band 1989–1996 och åren 2008–2011 hade han uppdraget som chefsdirigent för hr-Bigband (Radio Big Band Frankfurt).

## Diskografi i urval
LP
- 1977 - Fritt Fall (Kornet)
- 1979 - Kornet III (Kornet)
- 1979 - Digital Master direct cut (Kornet)
- 1981 - Heads Together (F.I.BB. Fahlström International Big Band)
- 1984 - Live at Fashing (F.I.B.B. Fahlström International Big Band)

CD
- 1987 - Swedish Orchestra of Jazz Composers (Comp 86)
- 1994 - Animations (Norrbotten Big Band) Phono Suecia PSCD75
- 1995 - Norrbotten Big Band, Örjan Fahlström, Nils Landgren, Caprice CAP21494
- 1998 - Lesser than Macbeth and greater (Norrbotten Big Band) Phono suecia PSCD 112
- 2006 - International Departure (Big Band NDR Big Band, Fahlström International Big Band) Phono suecia PSCD 112
- 2014 - Emil, Pippi, Karlsson & Co (Norrbotten Big Band, Georg Riedel, Sarah Riedel, Örjan Fahlström)

## Filmmusik i urval
- 1977 - Bussen (regi Kjell Sundvall)
- 1978 - Restauranten (regi Kjell Sundvall)
- 1980 - Vi hade i alla fall tur med vädret (regi Kjell Sundvall)
- 1982 - Dom unga örnarna (regi Kjell Sundvall)
- 1984 - Jackpot (regi Kjell Sundvall)
- 1987 - Paganini från Saltängen (regi Kurt-Olof Sundström)
- 1987 - Träff i helfigur (tillsammans med Jan Tolf) (regi Pelle Seth)
- 1987 - Lysande landning (tillsammans med Jan Tolf) (regi Jonas Cornell)
- 1987 - I dag röd (tillsammans med Jan Tolf) (regi Jonas Cornell)
- 1987 - Huset (tillsammans med Jan Tolf) (regi Pelle Seth)